# Pachygrapsus marmoratus
Pachygrapsus marmoratus is een 22-36 mm grote krab die wijd verspreid voorkomt in Zuid-Europa, van de Zwarte Zee tot Marokko en in de Atlantische Oceaan van Portugal via Frankrijk tot de kust van Southampton aan het Kanaal. De soort is omnivoor, ze eten algen als plantaardige voeding en het favoriete dierlijk voedsel zijn mosselen en andere schelpdieren.
De grootste vijand is de octopus Eledone moschata.